# Битва за Фаду
Битва за Фаду произошла 2 января 1987 года.

## Основные сведения
С начала 1986 года Ливия контролировала всю территорию Чада к северу от 16 параллели. Однако, после того, как в конфликт вступила Франция (операция «Ястреб»), а Гуккуни Уэддей и подчиненные ему «народные вооруженные силы» восстали против своего покровителя Муаммара Каддафи, ливийская армия на севере Чада оказалась в затруднительном положении. Президент Чада Хиссен Хабре решил использовать эту возможность для отвоевания севера страны.
Будучи уверен, что французы прикроют его южнее 16 параллели, Хабре начал концентрацию сил в районе Калайта, передовой базы, устроенной французами для поддержки наступления, где были накоплены стратегические запасы топлива и боеприпасов. Франция и США безвозмездно передали Чаду большое количество автомобилей «Тойота». Также армии Чада было передано противовоздушное и противотанковое вооружение. Наступательная группировка чадских войск, под командованием Хассана Джамуса, насчитывала 3000 человек.
Чадская армия вышла из Калайта и атаковала город Фаду. В этом городе, занятом ливийскими войсками, находилась укрепленная база, центр коммуникаций. Фаду оборонялось силами 1200 военнослужащих ливийской регулярной армии, а также 400 бойцов Демократического революционного совета, чадской группировки, лояльной Каддафи. Чадская атака стала для гарнизона неожиданностью. В ходе короткого боя чадские силы полностью уничтожили ливийскую бронетанковую бригаду.
Победа была добыта с помощью тактики, основанной на маневренных небронированных пикапах, вооруженных, с размещенными на кузове пулеметами и гранатометами, своеобразных «тачанках». Эта тактика была основана на опыте пустынных рейдов британской армии времен Второй мировой войны. Тактика была адаптирована к гораздо меньшим масштабам численности войск и современным экземплярам вооружений.
В течение следующих двух суток ливийские ВВС пытались массированными бомбардировками свести на нет результаты сражения. Впрочем эти попытки не принесли ожидаемого результата, да и чадская армия была вооружена средствами ПВО. Прямым следствием битвы за Фаду стало поражение Ливии в этом конфликте.